# La Belle Équipe
Pour plus de détails, voir Fiche technique et Distribution.
La Belle Équipe est un film français réalisé par Julien Duvivier, sorti en 1936.

## Synopsis
À la fin des années 1930, pendant le Front Populaire, cinq ouvriers parisiens Jean, Charles, Raymond, Jacques et Mario, réfugié espagnol menacé d'expulsion,  souffrent du chômage et autres difficultés. Ils achètent ensemble un billet de la loterie nationale et gagnent le gros lot : 100.000 francs ! L’un d’entre eux, Jean, suggère aux autres d'acheter ensemble une maison en ruine sur les bords de la Marne pour la transformer en une guinguette dont ils feront leur entreprise sous forme de coopérative, au lieu de profiter de leurs gains chacun de leur côté et de manière éphémère. Tous adhèrent à ce plan susceptible de leur permettre de se forger un avenir plus prometteur.
Pleins d'espoir et de joie, ils se lancent dans la rénovation mais le destin va s'acharner sur eux, mettant l'amitié et la solidarité des cinq compagnons à rude épreuve.
La police arrête Mario, qui sera expulsé. Jacques, le plus jeune, qui souhaite refaire sa vie, s'enfuit au Canada. Survient ensuite une femme à la fois vénale et fatale, Gina, ex-femme de Charles, lui réclame sa part du gain. Et la veille de l'inauguration de la guinguette, Raymond le joyeux drille, fait une chute mortelle alors qu'il dansait sur le toit. 
Le jour de l'ouverture, des cinq compagnons de la « belle équipe » ne restent que Jean et Charles.  L'inauguration est un franc succès, jusqu'à ce que Gina, dont ils sont tous deux amoureux, monte Charles contre Jean par dépit. 
Dans la version initiale, Jean abat Charles et il est arrêté. 
Mais à l'époque, en plein Front populaire, les producteurs craignirent que cette fin tragique n'ait un effet négatif sur le nombre de spectateurs et n'en compromette le succès financier. C'est pourquoi un autre dénouement fut tourné, dans lequel Gina est évincée par les deux hommes, faisant passer l'amitié et la solidarité avant tout.  

## Fiche technique
- Titre : La Belle Équipe
- Titre original : Jour de Pâques
- Réalisation : Julien Duvivier
- Scénario : Julien Duvivier, Charles Spaak
- Dialogue : Charles Spaak
- Assistant réalisateur : Robert Vernay
- Images : Jules Krüger, Marc Fossard
- Son : Antoine Archimbaud
- Décors : Jacques Krauss
- Maquillage : Paule Déan
- Montage : Marthe Poncin
- Musique : Maurice Yvain
- Chanson : Julien Duvivier, Maurice Yvain, Louis Poterat - Quand on s'promène au bord de l'eau chantée par Jean Gabin[2]
- Tournage : Studios de Joinville (intérieurs) et à Chennevières, sur une île de la Marne (extérieurs)
- Régisseur général : Lucien Pinoteau
- Administrateur général : Palat et Darwis
- Producteur : Arys Nissoti
- Société de production : Ciné Arys Production
- Sociétés de distribution : Société d'édition et de location de films (France), Lenauer International Films (États-Unis), Weltfilm-Vereinigung (Autriche)
- Pays d'origine :  France
- Format : noir et blanc — 35 mm — 1,37:1 — Son : mono
- Genre : film dramatique
- Durée : 101 minutes
- Dates de sortie[3] : 
  - France :  15 septembre 1936, reprises en salles le 14 août 1940 et le 6 avril 2016
- Affiche : Roger Rojac (France)[réf. nécessaire]

## Distribution
- Jean Gabin : Jean « Jeannot »
- Charles Vanel : Charles « Charlot » Billot
- Raymond Aimos : Raymond « Tintin »
- Charles Dorat : Jacques
- Raphaël Médina : Mario
- Micheline Cheirel : Huguette, la fiancée de Mario
- Viviane Romance : Gina, la femme de Charles
- Marcelle Géniat : la grand-mère d'Huguette
- Fernand Charpin : le gendarme Antomarchi
- Raymond Cordy : l'ivrogne
- Charles Granval : le père Guilard
- Jacques Baumer : Gaston Jubette, le propriétaire
- Robert Ozanne : le patron du bistrot
- Robert Lynen : René, le frère de Raymond
- Vincent Hyspa : le photographe
- Roger Legris : le garçon d'hôtel
- Michèle Verly : l'amie d'Huguette
- Marcelle Yrven  : l'amie de Jubette
- Palmyre Levasseur : une locataire de l'hôtel
- Teddy Dargy : un locataire de l'hôtel
- Marcel Maupi : un copain
- Franck Maurice : un locataire de l'hôtel
- Paul Demange : un locataire de l'hôtel
- Robert Moor : un voisin
- Jean Marconi : le maquereau
- Robert Ralphy : un locataire
- Jacques Beauvais : l'extra de la guinguette
- V. Marceau : l'accordéoniste
- Georges Bever : un voisin
- Geneviève Soria : l'ouvrière blonde
- Edith Galia
- Andrée Servilanges
- Viola Vareyne
- Catherine Carrey
- Claire Gérard

## Des fins différentes
À l'origine, le réalisateur Julien Duvivier tourna une fin pessimiste dans laquelle Jeannot (Jean Gabin) tue Charlot (Charles Vanel). Cette fin, dans le contexte des débuts du Front populaire, fut jugée trop négative par les producteurs, qui obtinrent de Duvivier qu'il tournât une fin optimiste. C'est cette dernière qui est exploitée quand le film sort en salles, film qui d'ailleurs ne rencontre pas le succès public espéré.
En réalité, pour la deuxième fin, une seule scène est retournée, avec les seuls Gabin et Vanel. Le retournement de Charles, manipulé par Gina, fait place à l'arrivée d'un télégramme du Canada de Jacques, annonçant vouloir revenir dans la belle équipe. Charles comprend alors que sa place est avec eux et Gina, dépitée, s'en va. Mais Viviane Romance n'a pas participé à ce raccord (refus, indisponibilité, désaccord sur les conditions ?), on ne la voit pas et on ne l'entend pas, ce qui est assez invraisemblable pour le personnage : son départ se lit seulement dans le regard de Jean et Charles, qui suivent une caméra subjective peu cohérente avec l'esprit du film. Pour le reste, tout est dans le remontage, notamment le déplacement de la scène de bal, qui cette fois conclut, plutôt astucieusement, le film.
Dans le ciné-club de Claude-Jean Philippe du 7 novembre 1986 sur Antenne 2, les deux fins du film sont présentées l'une à la suite de l'autre. La version d'origine avec la fin pessimiste est notamment rediffusée le 4 juin 2006 sur France 3 et projetée à Paris sur la butte Montmartre le 1er août 2012.

## Le film en DVD
Jusqu'en 2016, il n'existait pas d'édition de ce film en DVD. C'est le dernier des grands films de Jean Gabin des années d'avant-guerre à attendre sa réédition pour cause de mésentente entre un éditeur potentiel et les héritiers de Julien Duvivier et de Charles Spaak, à propos de la fin à présenter. Duvivier voulait la fin pessimiste, l'éditeur pressenti (René Château) privilégiait la fin optimiste, celle exploitée en salle.
Depuis 2000, Christian Duvivier, fils de Julien Duvivier, ainsi que Janine Spaak, épouse de Charles Spaak, le scénariste du film, reprochaient aux Éditions René Chateau d'exploiter sans autorisation le long métrage en cassette VHS sortie en 1997.
En 2006, René Chateau s'était déjà vu opposer l'interdiction d'exploiter le film et avait été condamné à verser 20 000 € aux ayants droit de Julien Duvivier. Une décision de justice a condamné en 2011 les éditions René Chateau pour avoir exploité la fin optimiste, interdisant la société d'exploiter le film. Dans un arrêt rendu le 23 février 2011, la cour d'appel de Paris a confirmé la contrefaçon, évalué à 60 000 € le préjudice patrimonial, y ajoutant 35 000 € de frais de justice.
Le différend est désormais réglé puisqu'un DVD est sorti chez Pathé, présentant le film dans une version restaurée le 1er juin 2016 avec la fin pessimiste de la version initiale originale de Duvivier.

## Autour du film
- Jean Gabin, accompagné d'un accordéoniste (Adolphe Deprince), chante Quand on s'promène au bord de l'eau, qui sera un grand succès[2].
- Les trois premiers rôles masculins portent leur propre prénom dans le film.
- À noter, lors du second conflit mondial, les destinées divergentes de certains acteurs :
  - Roger Legris, pour avoir collaboré, doit quitter la France à la Libération.
  - Raymond Aimos est tué à la libération de Paris, mitraillé par les Allemands dans une voiture FFI[8].
  - Jean Gabin refuse de tourner pour la Continental et s'expatrie aux États-Unis en 1941, puis s'engage dans les Forces navales françaises libres en 1943. Il participe au sein de la 2e DB à la libération de Paris et à la conquête du nid d'aigle d'Hitler à Berchtesgaden ; il est décoré en 1945 de la médaille militaire et de la Croix de Guerre.
  - Robert Lynen, qui joue le frère de Raymond, résistant, est fusillé par les Nazis, en 1944.
- Charles Vanel décoré de la Francisque par Vichy, est brièvement inquiété à la Libération.
- Le restaurant La Belle équipe, situé au 92 de la rue de Charonne à Paris et tragiquement connu pour avoir été le lieu du massacre de dix-neuf personnes lors des attentats du 13 novembre 2015, tire son nom de celui du film[9].
- L'appartement de Gina est situé 16 rue de Douai. On voit la basilique du Sacré-Cœur dans un décor de la fenêtre.